# Panissières
Panissières és un municipi francès situat al departament del Loira i a la regió d'Alvèrnia-Roine-Alps. L'any 2007 tenia 2.853 habitants.

## Demografia

### Població
El 2007 la població de fet de Panissières era de 2.853 persones. Hi havia 1.267 famílies de les quals 443 eren unipersonals (162 homes vivint sols i 281 dones vivint soles), 431 parelles sense fills, 324 parelles amb fills i 69 famílies monoparentals amb fills.
La població ha evolucionat segons el següent gràfic:
Habitants censats

### Habitatges
El 2007 hi havia 1.558 habitatges, 1.276 eren l'habitatge principal de la família, 125 eren segones residències i 157 estaven desocupats. 1.166 eren cases i 366 eren apartaments. Dels 1.276 habitatges principals, 874 estaven ocupats pels seus propietaris, 370 estaven llogats i ocupats pels llogaters i 32 estaven cedits a títol gratuït; 43 tenien una cambra, 77 en tenien dues, 181 en tenien tres, 373 en tenien quatre i 602 en tenien cinc o més. 817 habitatges disposaven pel capbaix d'una plaça de pàrquing. A 587 habitatges hi havia un automòbil i a 472 n'hi havia dos o més.

### Piràmide de població
La piràmide de població per edats i sexe el 2009 era:
| Homes | Edats   | Dones |
| ----- | ------- | ----- |
| 8     | 95 o +  | 0     |
| 16    | 90 a 94 | 36    |
| 28    | 85 a 89 | 36    |
| 20    | 80 a 84 | 32    |
| 64    | 75 a 79 | 100   |
| 64    | 70 a 74 | 96    |
| 124   | 65 a 69 | 112   |
| 72    | 60 a 64 | 92    |
| 60    | 55 a 59 | 80    |
| 76    | 50 a 54 | 76    |
| 108   | 45 a 49 | 88    |
| 108   | 40 a 44 | 76    |
| 92    | 35 a 39 | 88    |
| 84    | 30 a 34 | 88    |
| 112   | 25 a 29 | 80    |
| 68    | 20 a 24 | 44    |
| 100   | 15 a 19 | 92    |
| 96    | 10 a 14 | 84    |
| 88    | 5 a 9   | 84    |
| 48    | 0 a 4   | 60    |

## Economia
El 2007 la població en edat de treballar era de 1.637 persones, 1.222 eren actives i 415 eren inactives. De les 1.222 persones actives 1.124 estaven ocupades (613 homes i 511 dones) i 98 estaven aturades (42 homes i 56 dones). De les 415 persones inactives 205 estaven jubilades, 119 estaven estudiant i 91 estaven classificades com a «altres inactius».

### Ingressos
El 2009 a Panissières hi havia 1.320 unitats fiscals que integraven 2.934 persones, la mediana anual d'ingressos fiscals per persona era de 16.178 €.

### Activitats econòmiques
Dels 189 establiments que hi havia el 2007, 1 era d'una empresa extractiva, 7 d'empreses alimentàries, 1 d'una empresa de fabricació de material elèctric, 4 d'empreses de fabricació d'elements pel transport, 17 d'empreses de fabricació d'altres productes industrials, 33 d'empreses de construcció, 41 d'empreses de comerç i reparació d'automòbils, 7 d'empreses de transport, 9 d'empreses d'hostatgeria i restauració, 10 d'empreses financeres, 5 d'empreses immobiliàries, 21 d'empreses de serveis, 22 d'entitats de l'administració pública i 11 d'empreses classificades com a «altres activitats de serveis».
Dels 57 establiments de servei als particulars que hi havia el 2009, 1 era una gendarmeria, 1 oficina de correu, 4 oficines bancàries, 1 funerària, 5 tallers de reparació d'automòbils i de material agrícola, 1 autoescola, 4 paletes, 5 guixaires pintors, 8 fusteries, 5 lampisteries, 3 electricistes, 4 perruqueries, 5 veterinaris, 5 restaurants, 1 agència immobiliària, 1 tintoreria i 3 salons de bellesa.
Dels 16 establiments comercials que hi havia el 2009, 2 eren botigues de més de 120 m², 1 una botiga de menys de 120 m², 4 fleques, 3 carnisseries, 1 una llibreria, 1 una botiga d'equipament de la llar, 1 una sabateria, 1 una botiga d'electrodomèstics, 1 una perfumeria i 1 una floristeria.
L'any 2000 a Panissières hi havia 67 explotacions agrícoles que ocupaven un total de 1.368 hectàrees.

## Equipaments sanitaris i escolars
Els 2 equipaments sanitaris que hi havia el 2009 eren farmàcies.
El 2009 hi havia 1 escola maternal i 2 escoles elementals. Panissières disposava d'un col·legi d'educació secundària amb 275 alumnes.

## Poblacions més properes
El següent diagrama mostra les poblacions més properes.